# Фрегаты типа «Лекю»
Фрегаты типа «Лекю» — серия из двух лёгких многоцелевых фрегатов ВМС Малайзии, построенные английской компанией «Ярроу» (Глазго). Предназначены для защиты исключительной экономической зоны Малайзии. Корабли могут нести патрульную службу, эскортировать конвои, бороться с надводными кораблями и подводными лодками противника, выполнять функции флагманских кораблей.

## История
Контракт на постройку двух фрегатов заключён с фирмой «Yarrow Shipbuilding» 31 марта 1992 года.

## Конструкция
Корпус стальной, гладкопалубный, разделён на 12 водонепроницаемых отсеков. В носовой оконечности предусмотрен фальшборт. Почти по всей длине корпуса двойное дно, используемое в качестве топливных и балластных цистерн. Надстройки выполнены из стали, их большой вес ограничивает остойчивость корабля.

## Состав серии
| Номер | Название | Верфь | Заложен    | Спущен     | В строю    | Приме- чания |
| ----- | -------- | ----- | ---------- | ---------- | ---------- | ------------ |
| 30    | Lekiu    | Ярроу | 01.03.1994 | 03.12.1994 | 09.10.1999 | [ 2 ]        |
| 29    | Jebat    | Ярроу | 01.11.1994 | 27.05.1995 | 20.11.1999 | [ 2 ]        |

## Примечание
1. ↑  Lekiu Class Frigates, Malaysia (англ.). naval-technology.com. — ТТХ фрегатов типа "Лекю". Дата обращения: 15 июня 2011. Архивировано из оригинала 15 сентября 2000 года.
2. 1 2  Апальков Ю. В. Боевые корабли мира на рубеже XX–XXI веков. Часть III. Фрегаты. Современное состояние и перспективы развития: Справочник в II томах. Том II. Эскадренные миноносцы. — СПб.: «Галея Принт», 2001. — 376 с. — ISBN 581720052-X.. Архивировано 5 октября 2013 года.